# توماس كافري
توماس كافري (بالإنجليزية: Thomas Caffrey)‏ هو شوكولاتي أيرلندي، ولد في 12 سبتمبر 1917 في دبلن في جمهورية أيرلندا، وتوفي في 15 مايو 2010.